# Michael Conrad
Michael Conrad (New York, 16 ottobre 1925 – Los Angeles, 22 novembre 1983) è stato un attore statunitense.

## Biografia
Tra i suoi ruoli cinematografici più noti, quello dell'allenatore Nate Scarborough, l'assistente della squadra di football dei prigionieri Mean Machine, nel film Quella sporca ultima meta (1974) con Burt Reynolds.
Morì a 58 anni di cancro uretrale, durante la lavorazione della quarta stagione della serie televisiva Hill Street giorno e notte. Fu sostituito negli episodi successivi da Robert Prosky, nel ruolo del sergente Stanislaus Jablonski.
A causa della malattia, che già lo teneva ultimamente fuori dal set, il suo personaggio fu fatto morire nell'episodio Grace Under Pressure (2 febbraio 1984) e commemorato solennemente da tutto il comando in quello successivo, The Other Side of Oneness (9 febbraio 1984).

## Filmografia parziale

### Cinema
- Una faccia piena di pugni (Requiem for a Heavyweight), regia di Ralph Nelson (1962)
- Il principe guerriero (The War Lord), regia di Franklin J. Schaffner (1965)
- Con le spalle al muro (Sol Madrid), regia di Brian G. Hutton (1968)
- Il fantasma del pirata Barbanera (Blackbeard's Ghost), regia di Robert Stevenson (1968)
- Ardenne '44, un inferno (Castle Keep), regia di Sydney Pollack (1969)
- Non si uccidono così anche i cavalli? (They Shoot Horses, Don't They?), regia di Sydney Pollack (1969)
- Monty Walsh, un uomo duro a morire (Monte Walsh), regia di William A. Fraker (1970)
- L'idolo (The Todd Killings), regia di Barry Shear (1971)
- Notte sulla città (Un flic), regia di Jean-Pierre Melville (1972)
- Scream Blacula Scream, regia di Bob Kelljan (1972)
- Un thriller per Twiggy (W), regia di Richard Quine (1972)
- Quella sporca ultima meta (The Longest Yard), regia di Robert Aldrich (1974)
- Balordi & Co. - Società per losche azioni capitale interamente rubato $ 1.000.000 (Harry and Walter Go to New York), regia di Mark Rydell (1976)
- Branco selvaggio (Cattle Annie and Little Britches), regia di Lamont Johnson (1981)

### Televisione
- The Further Adventures of Ellery Queen – serie TV, episodio 1x23 (1959)
- The Nurses – serie TV, episodio 1x21 (1963)
- Ai confini della realtà (The Twilight Zone) – serie TV, episodio 5x18 (1964)
- Ben Casey – serie TV, episodio 3x21 (1964)
- Gunsmoke – serie TV, 4 episodi (1964-1966)
- Gli uomini della prateria (Rawhide) – serie TV, episodio 7x22 (1965)
- Le spie (I Spy) – serie TV, 2 episodi (1965-1966)
- Squadra speciale anticrimine (The Felony Squad) – serie TV, episodi 1x12-2x13-2x14 (1966-1967)
- Sui sentieri del West (The Outcasts) – serie TV, episodio 1x10 (1968)
- Il virginiano (The Virginian) – serie TV, episodi 7x26-8x16 (1969-1970)
- Starsky & Hutch – serie TV, episodi 1x00-2x12 (1975-1976)
- Delvecchio – serie TV, 22 episodi (1976-1977)
- La casa nella prateria (Little House on the Prairie) – serie TV, episodio 4x08 (1977)
- Alla conquista del West  (How the West Was Won) – serie TV, 6 episodi (1978)
- Vega$ – serie TV, episodio 1x13 (1979)
- L'incredibile Hulk (The Incredible Hulk) – serie TV, episodio 4x15 (1981)
- Hill Street giorno e notte (Hill Street Blues) – serie TV, 71 episodi (1981-1984)

## Doppiatori italiani
Nelle versioni in italiano delle opere in cui ha recitato, Michael Conrad è stato doppiato da:
- Glauco Onorato in Starsky & Hutch
- Oliviero Dinelli in La casa nella prateria
- Germano Longo in Alla conquista del West
- Sandro Iovino in Charlie's Angels
- Roberto Villa in Hill Street giorno e notte